# 180 Garumna
180 Garumna (mednarodno ime je tudi 180 Garumna) je asteroid tipa S v glavnem asteroidnem pasu. 

## Odkritje
Asteroid je odkril francoski astronom Henri Joseph Anastase Perrotin 29. januarja 1878 . 
Poimenovan je po latinskem imenu za reko Garona (Garonne) v Franciji.

## Lastnosti
Asteroid Garumna obkroži Sonce v 4,49 letih. Njegova tirnica ima izsrednost 0,169, nagnjena pa je za 0,871° proti ekliptiki .